# John L. Wilson
John L. Wilson (Crawfordsville, 1850. augusztus 7. – Washington, 1912. november 6.) az Amerikai Egyesült Államok szenátora (Washington, 1895–1899).